# World of Spectrum
World of Spectrum est un site Web consacré à l’archivage et au classement de matériel lié à l’ordinateur personnel ZX Spectrum. Il a été fondé en 1995 par Martijn van der Heide. Le site a été approuvé par Amstrad, détenteur des droits du Spectrum.